# Madeleine Delbrêl

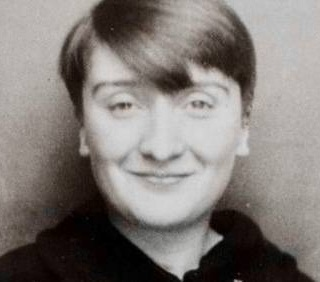
Madeleine Delbrêl negli anni 1930

Madeleine Delbrêl (Mussidan, 24 ottobre 1904 – Ivry-sur-Seine, 13 ottobre 1964) è stata una mistica, poetessa e assistente sociale francese, riconosciuta venerabile dalla Chiesa cattolica.

## Biografia e pensiero
Figlia unica di un padre operaio e di una madre d'origine borghese, Madeleine nasce a Mussidan in Dordogna nel 1904. La famiglia si trasferisce frequentemente a causa del lavoro del padre.
Benché battezzata (a 12 anni riceve anche la prima comunione), a diciassette anni Madeleine professa un ateismo radicale e profondo, al punto da scrivere: «Dio è morto... viva la morte». L'incontro con alcuni amici cristiani e in particolare l'ingresso nei domenicani del ragazzo che amava, la spingono a prendere in considerazione la possibilità dell'esistenza di Dio. Questo passo, fondato sulla riflessione e sulla preghiera, la conduce alla conversione, a un incontro con Dio che da quel giorno - molto probabilmente il 29 marzo 1924, in occasione di una visita alla chiesa di San Domenico a Parigi - occupa tutto l'orizzonte della sua vita. Dopo la conversione, per alcuni anni s'impegna con gli scout.
Nel 1932 inizia a studiare come assistente sociale. Prima ancora di terminare il percorso di studio (otterrà il diploma nel 1936), già nel 1933 si trasferisce a Ivry-sur-Seine, nella periferia operaia di Parigi, condividendo una semplice vita fraterna con alcune compagne, assistite dall'abate Jacques Lorenzo conosciuto da Madeleine in occasione della sua conversione. Diventerà presto un'assistente sociale attivissima.
La presenza di una municipalità comunista la mette a contatto con un contesto segnato da un aspro confronto tra comunisti e cattolici. Mossa dalla carità e dalle gravi emergenze della popolazione, non esita a collaborare con tutti su obiettivi particolari, ma sempre prendendo le distanze dall'ateismo marxista e senza rinunciare a offrire le ragioni evangeliche delle sue scelte.

Fin dai primi tempi del suo lavoro come assistente sociale, avverte la necessità di un impegno per lo sviluppo di politiche sociali più adeguate:
Le sue pubblicazioni denotano talento poetico e una profonda vena mistica, come appare in questo componimento emblematicamente ambientato in un bar e che ha il tratto inconfondibile di una preghiera:
Dopo trent'anni di vita a Ivry accanto ai comunisti, già agli inizi degli anni sessanta, Madeleine arriva a formulare la convinzione che l'ateismo comunista è ormai datato, mentre altri ateismi ben più impegnativi sono alle porte. Per lei proprio questi ambienti atei sono una «terra favorevole per la nostra conversione», una provocazione a riscoprire la fede come un dono inaudito, la sua originalità e la sua bellezza.

In questo modo Madeleine rilegge e attualizza come fatto epocale l'insegnamento di san Giovanni della Croce sulla "notte dello spirito". Così infatti scriveva a un'amica nel 1960:
Il 13 ottobre 1964 le sue compagne la trovano al suo tavolo di lavoro, morta a causa di un ictus.

## Eredità
Madeleine è considerata una delle personalità spirituali più significative del XX secolo.
La sua causa di beatificazione è stata introdotta a Roma nel 1994 dall'allora vescovo di Créteil, mons. François Frétellière. Il 26 gennaio 2018 papa Francesco riconosce le virtù eroiche della serva di Dio e la proclama venerabile.
È in corso la pubblicazione delle Opere Complete presso Nouvelle Cité e in traduzione italiana presso Gribaudi.

### Opere di Madeleine Delbrêl
- Abbagliata da Dio. Corrispondenza 1910-1941. Presentazione di Enzo Bianchi, Gribaudi, Milano 2007.
- Insieme a Cristo per le strade del mondo. Corrispondenza 1942-1952. Gribaudi, Milano 2008.
- Professione Assistente Sociale. Scritti professionali, Presentazione di Andrea Riccardi, Gribaudi, Milano 2009.
- Umorismo nell'Amore. Meditazioni e poesie, Presentazione di Guido Dotti, Gribaudi, MIlano 2011.

#### Antologie
- Noi delle strade, Gribaudi, Milano 1995.
- La gioia di credere, Gribaudi, Milano 1997.
- Il Piccolo Monaco, Gribaudi, Milano 1990.
- Comunità secondo il Vangelo, Gribaudi, Milano 1996.
- Indivisibile Amore, Piemme, Casale Monferrato (AL) 1994.
- Missionari senza battello, Messaggero, Padova 2004.
- È stato il mondo a farci così timidi?, Berti Editore, Piacenza 1999.
- Chiesa ateismo evangelizzazione, Ed. Esperienze, Fossano (CN) 2005.

### Opere su Madeleine Delbrêl
- Madeleine Delbrêl, una Chiesa di Frontiera, Edi Natali, Dehoniane, Bologna 2010.
- Eucaristia e discernimento in Madeleine Delbrêl, Bernard Pitaud, Paoline, MIlano 2011.
- Persona, Comunità, Servizio. La testimonianza di Madeleine Delbrêl, Fiorenzo Facchini (ed.), LDC, Leumann (TO) 2012.
- Madeleine Delbrêl. Biografia di una mistica tra poesia e impegno sociale, Bernard Pitaud e Gilles François, Dehoniane, Bologna 2014.